# ولی (واشینگتن)
ولی (به انگلیسی: Valley) یک منطقهٔ مسکونی در ایالات متحده آمریکا است که در شهرستان استیونز، واشینگتن واقع شده‌است. ولی ۱٬۹۱۵ نفر جمعیت دارد و ۵۱۶٫۹۵ متر بالاتر از سطح دریا واقع شده‌است.